# Dwayne Polataivao
Pas d'image ? Cliquez ici

a Compétitions nationales et continentales officielles uniquement.

b Matchs officiels uniquement.
Dernière mise à jour le 7 janvier 2023.
Dwayne Polataivao, né le 30 juillet 1990 à Auckland (Nouvelle-Zélande), est un joueur de rugby à XV international samoan évoluant au poste de demi de mêlée.

## Carrière

### En club
Après avoir été formé avec le De La Salle College (en) d'Auckland, Dwayne Polataivao commence sa carrière avec le club amateur de Pakuranga United RC dans le championnat de la région d'Auckland.En 2015, il est appelé au milieu de la saison dans l'effectif de la province d'Auckland, avec il dispute une rencontre de NPC.
En février 2019 il rejoint en cours de saison le club anglais des Doncaster Knights en Championship. Il joue cinq rencontres avec le club, avant de le quitter en fin de saison,.
En 2020, il rejoint la franchise américaine des Utah Warriors en Major League Rugby pour un contrat de deux saisons,. Il est rapidement nommé capitaine, et dispute les cinq rencontres de son équipe, avant que la saison ne soit arrêtée à cause de la pandémie de Covid-19,. Il décide alors de rentrer en Nouvelle-Zélande pour des raisons familiales, un an avant le terme de son contrat.
Il fait alors son retour en NPC, cette fois avec la province de Tasman. Il joue sept rencontres avec cette équipe, participant ainsi à l'obtention du titre au terme de la saison.
En 2021, il reste sans contrat professionnel, mais continue à jouer au niveau amateur avec le Pakuranga United RC, avec qui il passe le cap des cent matchs disputés.
En 2022, après plus d'une année au niveau amateur, il est recruté en cours de saison par la franchise de Super Rugby des Moana Pasifika, sur la base d'un contrat court, après la blessure du tongien Manu Paea. Il joue deux rencontres lors de la saison, toutes comme remplaçant. Après cette pige, il n'est pas conservé dans l'effectif pour la saison 2023.

### En équipe nationale
Dwayne Polataivao est sélectionné pour la première fois avec l'équipe des Samoa en juin 2016, à l'occasion de la Pacific Nations Cup 2016. Il obtient sa première cape internationale le 11 juin 2016 à l’occasion d’un match contre l'équipe de Géorgie à Apia.
En 2019, il est retenu par le sélectionneur Steve Jackson (en) dans le groupe samoan pour disputer la Coupe du monde au Japon. Il dispute trois matchs lors de la compétition, contre la Russie, le Japon et l'Irlande.
En novembre 2020, il est retenu avec les Moana Pasifika, qui sont alors une sélection représentant les îles du Pacifique, pour affronter les Māori All Blacks le 5 décembre 2020,.

## Palmarès

### En club
- Vainqueur du NPC en 2020 avec Tasman.

### En équipe nationale
- 17 sélections depuis 2016.
- 20 points (4 essais).

- Participation à la Coupe du monde en 2019 (3 matchs).